# 若泽·阿尔塔菲尼
若泽·阿尔塔菲尼（義大利語：José Altafini，1938年7月24日—），巴西、意大利男子足球运动员，场上位置是前锋。他曾代表巴西、意大利参加1958年和1962年国际足联世界杯，並且獲得1958年世界杯冠军。